# Courvières
Courvières är en kommun i departementet Doubs i regionen Bourgogne-Franche-Comté i östra Frankrike. Kommunen ligger i kantonen Levier som tillhör arrondissementet Pontarlier. År 2022 hade Courvières 319 invånare.

## Befolkningsutveckling
Antalet invånare i kommunen Courvières
Referens:INSEE